# منتخب إستونيا لاتحاد الرغبي
منتخب إستونيا الوطني لاتحاد الرغبي (بالإستونية: Eesti ragbikoondis)‏ هو ممثل إستونيا الرسمي في المنافسات الدولية في اتحاد الرغبي .